# Jakuszewskaja (rejon wożegodski)
Jakuszewskaja (ros. Якушевская) – wieś w Rosji, w rejonie wożegodskim obwodu wołogodzkiego. W 2010 r. liczyła 11 mieszkańców.